# スポーツ リアライブ〜SPORTS Real&Live〜
スポーツ リアライブ〜SPORTS Real&Live〜は、テレビ東京で2024年4月1日から放送開始のスポーツニュース番組。

## 概要
2022年4月4日から2024年3月31日まで放送されてきた『みんなのスポーツ Sports for All』の役割を引き継ぎ、新しいスポーツニュース番組として放送開始。
この番組は「アスリートの素顔」に加え、「ワンプレーの裏にある真実」といった、「アスリートのリアル」を伝えるスポーツニュース番組である。

## 放送時間
- 月曜 - 木曜 23:55 - 翌0:00
- 金曜 23:58 - 翌0:12
- 土曜 22:30 - 23:00
- 日曜 22:54 - 23:20

## 出演者
※2025年4月時点。

### 平日版
キャスター
いずれもテレビ東京アナウンサー
- 月曜：中根舞美
- 火曜：山本倖千恵
- 水曜：冨田有紀
- 木曜：松澤亜海
- 金曜：中根舞美

### 週末版
メインMC
- 土曜：佐々木久美[1][2]（初回は当時所属していた日向坂46のライブ「5回目のひな誕祭」開催日の為VTRにて出演。翌4月13日より生出演。）

アシスタント(サブMC)
いずれもテレビ東京アナウンサー
- 土曜：松澤亜海
- 日曜：中根舞美

コメンテーター
- 五十嵐亮太（プロ野球解説者）
- 里崎智也（プロ野球解説者）

### 過去の出演者
アナウンサー
- 池谷実悠 - 2024年9月まで（テレビ東京退職に伴い降板）

## ネット局
| 放送対象地域  | 放送局                | 系列           | 放送日時       | 放送日時       | 放送日時      | 放送日時      | 遅れ                                    |
| 放送対象地域  | 放送局                | 系列           | 月-木曜        | 金曜           | 土曜          | 日曜          | 遅れ                                    |
| ------------- | --------------------- | -------------- | -------------- | -------------- | ------------- | ------------- | --------------------------------------- |
| 関東広域圏    | テレビ東京（TX）      | テレビ東京系列 | 23:55 - 翌0:00 | 23:58 - 翌0:12 | 22:30 - 23:00 | 22:54 - 23:20 | 製作局                                  |
| 北海道        | テレビ北海道（TVh）   | テレビ東京系列 | 23:55 - 翌0:00 | 23:58 - 翌0:12 | 22:30 - 23:00 | 22:54 - 23:20 | 同時ネット                              |
| 愛知県        | テレビ愛知（TVA）     | テレビ東京系列 | 23:55 - 翌0:00 | 23:58 - 翌0:12 | 22:30 - 23:00 | 22:54 - 23:20 | 同時ネット                              |
| 大阪府        | テレビ大阪（TVO）     | テレビ東京系列 | 23:55 - 翌0:00 | 23:58 - 翌0:12 | 22:30 - 23:00 | 22:54 - 23:20 | 同時ネット                              |
| 岡山県 香川県 | テレビせとうち（TSC） | テレビ東京系列 | 23:55 - 翌0:00 | 23:58 - 翌0:12 | 22:30 - 23:00 | 22:54 - 23:20 | 同時ネット                              |
| 福岡県        | TVQ九州放送（TVQ）    | テレビ東京系列 | 23:55 - 翌0:00 | 23:58 - 翌0:12 | 22:30 - 23:00 | 22:54 - 23:20 | 同時ネット                              |
| 滋賀県        | びわ湖放送（BBC）     | 独立局         | 23:55 - 翌0:00 | 23:58 - 翌0:12 | （放送なし）  | 22:54 - 23:20 | 同時ネット                              |
| 三重県        | 三重テレビ放送（MTV） | 独立局         | （放送なし）   | （放送なし）   | （放送なし）  | 22:54 - 23:20 | 同時ネット                              |
| 和歌山県      | テレビ和歌山（WTV）   | 独立局         | （放送なし）   | （放送なし）   | （放送なし）  | 22:54 - 23:20 | 同時ネット                              |
| 全国          | BSテレビ東京          | BS放送         | （放送なし）   | （放送なし）   | 翌1:00 - 1:30 | 翌1:35 - 2:00 | 土曜版 2時間半遅れ 日曜版 2時間41分遅れ |

- BSテレビ東京での時差放送は、地上波放送が大幅に繰り下がった場合、BSテレビ東京の編成の都合上本来の時差ネット時間帯には別番組で穴埋めの上休止とすることがある。
- BSテレビ東京での時差放送時、番組開始時に「テレビ東京で放送した録画放送です。」とテロップで右上に2列で表示される。